# Hiram (Ohio)
Hiram ist ein Village im Portage County im US-Bundesstaat Ohio. Sie wurde nach dem phönizischen König Hiram I. benannt. Im Jahr 2000 hatte Hiram 1242 Einwohner.

## Geographie
Hiram liegt im Nordosten von Ohio. Laut United States Census Bureau ist die gesamte Fläche von 2,4 km² Landfläche.

## Demographie

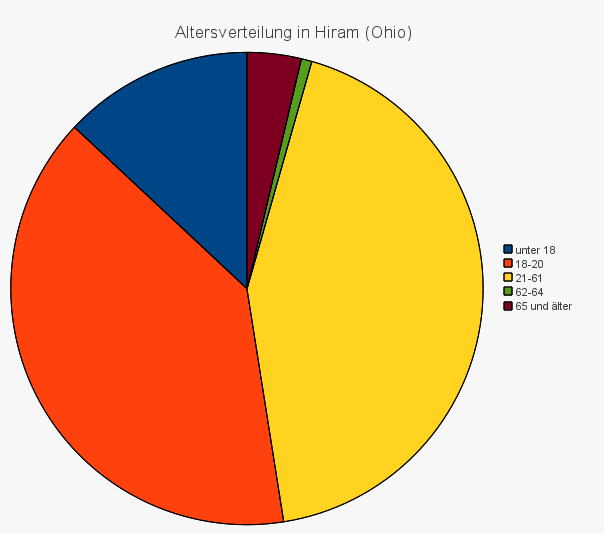
Altersverteilung von Hiram (Stand: 2000)

Gemäß Volkszählung im Jahre 2000 lebten 1242 Menschen in 234 Haushalten und in 148 Familien in der Gemeinde. Die Bevölkerungsdichte betrug 517,5 je km². Es gab 249 Wohneinheiten mit einer durchschnittlichen Dichte von 103,8 pro km². Hier lebten 91,2 % Weiße, 5,4 % Afroamerikaner, 1,4 % Asiaten, 0,4 % Personen anderer Herkunft und 1,5 % mit zwei oder mehr Herkünften. Hispanos und Latinos machten einen Anteil von 1,6 % der Bevölkerung aus.
13,0 % waren unter 18 Jahre, 39,5 % waren zwischen 18 und 20, 43,1 % waren zwischen 21 und 61, 0,7 % waren zwischen 62 und 64 und 3,7 % waren 65 Jahre oder älter. Das Medianalter betrug 20,8 Jahre.
Das Medianeinkommen eines Haushalts in Hiram beträgt $45.417. Der Wert bezogen auf die gesamten Vereinigten Staaten ist $41.994.

## Wirtschaft und Infrastruktur

### Bildung
Am örtlichen privaten College, dem Hiram College, streben 1334 Studierende ihren ersten Hochschulabschluss an. Es wurde 1850 als Western Reserve Eclectic Institute gegründet.

## Persönlichkeiten

### Söhne und Töchter der Stadt
- James Rudolph Garfield (1865–1950), Innenminister der Vereinigten Staaten
- Lucretia Garfield (1832–1918), First Lady der Vereinigten Staaten

### Persönlichkeiten, die vor Ort gewirkt haben

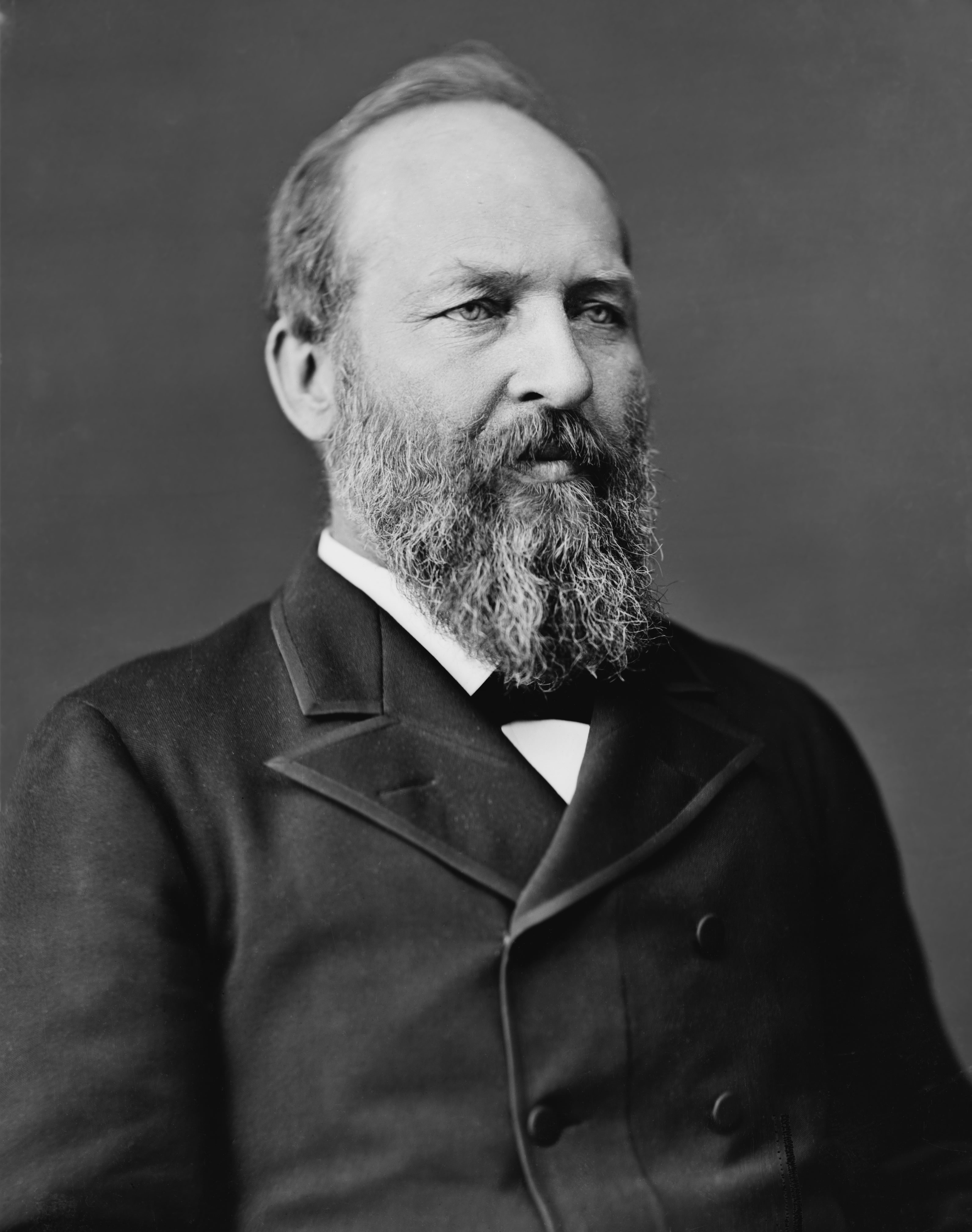
James A. Garfield

Folgende Personen haben am Hiram College bzw. dessen Vorgänger, dem Western Reserve Eclectic Institute, studiert oder gelehrt: 
- Sharon Creech (* 1945), Schriftstellerin
- James A. Garfield (1831–1881), 20. Präsident der Vereinigten Staaten
- Osee M. Hall (1847–1914), Politiker
- John Samuel Kenyon (1874–1959), Linguist
- Horace Ladd Moore (1837–1914), Politiker
- Augustus Herman Pettibone (1835–1918), Politiker
- Tom Wesselmann (1931–2004), Maler, Grafiker und Objektkünstler